# إيان أفليك
إيان أفليك (بالإنجليزية: Ian Affleck)‏ (و. 1952 – م) هو فيزيائي من كندا . ولد في فانكوفر .
وهو عضواً في الجمعية الملكية، والجمعية الفيزيائية الأمريكية .

## التعليم
تعلم في جامعة هارفارد

## مناصب وهيئات
أدار جامعة كولومبيا البريطانية.

## جوائز
حصل على جوائز منها:
- جائزة لارس أونساغر (2012)
- زمالة الجمعية الملكية
- زمالة سلون.